# Trae Waynes
Trae Waynes (Kenosha, 25 luglio 1992) è un giocatore di football americano statunitense che milita nel ruolo di cornerback per i Cincinnati Bengals della National Football League. Scelto dai Minnesota Vikings nel corso del primo giro (11º assoluto) del Draft NFL 2015, in precedenza aveva giocato a football per gli Spartans dell'Università statale del Michigan.

## Carriera universitaria
Dopo aver giocato per la Mary D. Bradford High School della sua città natale, Kenosha, presso la quale si cimentò non solo nel football ma anche in varie discipline dell'atletica leggera e nel baseball, Waynes, considerato da Rivals.com il 14º miglior prospetto proveniente dal Wisconsin nella classe di reclutamento del 2011, decise di optare per l'Università statale del Michigan nonostante offerte pervenutegli anche da altre università tra cui Illinois, Iowa State, e Wisconsin.
Dopo essere stato inserito tra i redshirt (coloro cioè che possono al massimo allenarsi con la squadra ma non disputare incontri ufficiali) nel suo anno da freshman, Waynes nel 2012 giocò in 9 partite come cornerback di riserva e negli special team. Con l'addio di Johnny Adams, Waynes venne finalmente promosso a cornerback titolare, ruolo nel quale disputò tutti i 14 incontri cui prese parte Michigan State nel 2013, incluso il vittorioso Big Ten Championship Game contro Ohio State, nel quale mise a referto 4 tackle, ed il vittorioso Rose Bowl, nel quale collezionò il terzo intercetto stagionale (gli altri due, assieme ad altri due tackle, li aveva messi a referto la settimana precedente contro Minnesota).
Nel 2014, con l'addio di Darqueze Dennard, Waynes divenne il cornerback di riferimento nella difesa degli Spartans e si classificò, in seno alla squadra, sesto con 46 tackle, di cui 2 con perdita di yard (9 yard) ed un sack (4 yard) e secondo con 8 passaggi deviati e 3 intercetti. A fine stagione venne inserito nel Second team All-American da Walter Camp Football Foundation, Sporting News ed Athlon Sports, e divenne il terzo cornerback di Michigan State in altrettante stagioni consecutive (dopo Adams e Dennard) ad essere inserito nel First-team All-Big Ten dagli allenatori della conference.

## Carriera professionistica

### Minnesota Vikings
Considerato uno dei migliori cornerback selezionabili al Draft NFL 2015 e costantemente inserito tra i prospetti che sarebbero stati selezionati durante il primo giro, Waynes si presentò al Draft da underclassman, avendo deciso di rendersi eleggibile dopo aver rinunciato al suo ultimo anno da senior al college.
Il 30 aprile 2015 fu selezionato dai Minnesota Vikings come 11º assoluto e sette giorni più tardi firmò il suo primo contratto da professionista, un quadriennale (con opzione per il quinto anno) da 12,9 milioni di dollari di cui 7,67 garantiti alla firma.
Waynes debuttò tra i professionisti il 14 settembre 2015, giocando esclusivamente negli special team e non mettendo a referto alcun tackle nell'incontro del Monday Night Football in cui i Vikings furono sconfitti per 3-20 dai 49ers padroni di casa.

### Cincinnati Bengals
Il 17 marzo 2020 Waynes firmò con i Cincinnati Bengals un contratto triennale del valore di 42 milioni di dollari. IL 21 marzo 2022 fu svincolato, optando per il ritiro.

## Palmarès

### Squadra
- American Football Conference Championship: 1

Cincinnati Bengals: 2021

#### Università
- Cotton Bowl Classic: 1

Michigan State Spartans: 2014
- Rose Bowl: 1

Michigan State Spartans: 2013
- Big Ten Championship: 1

Michigan State Spartans: 2013
- Buffalo Wild Wings Bowl: 1

Michigan State Spartans: 2012

### Individuale

#### Università
- Second team All-American: 1

2014
- First-team All-Big Ten: 1

2014
- Second-team All-Sophomore: 1

2013
- Menzione onorevole All-Big Ten: 1

2013